# Power Corporation du Canada
Pour les articles homonymes, voir CFP.
Power Corporation du Canada (TSX : POW) est une société de gestion et de portefeuille axée sur les services financiers en Amérique du Nord, en Europe et en Asie. Ses principales participations consistent en des sociétés dans les secteurs de l’assurance, de la retraite, de la gestion de patrimoine et de l’investissement, incluant un portefeuille de plateformes de placements dans des actifs alternatifs.

## Histoire
Power Corporation du Canada a été formée en 1925 par les courtiers Arthur J. Nesbitt et son partenaire Peter A.T. Thompson. Nesbitt a été le premier président de la société.
Power Corporation a été créée en tant que holding pour gérer leurs investissements substantiels dans les entreprises d'utilité publique impliquées dans le secteur de l'énergie électrique dans les Cantons de l'Est du Québec ainsi que dans les autres provinces canadiennes de l'Ontario, le Manitoba et la Colombie-Britannique. Dans la dernière partie des années 1930, la société a acquis une participation majoritaire dans Bathurst Pulp and Paper Company Ltd et en 1938, Canadian Oil Companies Ltd. Elle a vendu la première à Shell Oil en 1962.
En 1952, Arthur J. Nesbitt a été remplacé comme président par son fils Arthur Deane Nesbitt (en). La famille a vendu la plupart de ses intérêts dans Power Corporation au groupe Paul Desmarais Sr. en 1968. En 1970, elle n'y avait plus aucune implication.
L'année 1984 voit la création d'une société de gestion et de portefeuille, la Power Financial Corporation. L'expansion pour le groupe commence dans les années 1970 pour l’Europe et suit dans les années 1990 pour l’Asie. Depuis la réorganisation de 2020, Power Corporation détient la totalité des actions ordinaires de la Financière Power.
L'implication du groupe dans la finance continue en l'an 2000 avec les acquisitions de Canada Life, Mackenzie Financial et Putnam Investments. Power Corporation devient aussi un actionnaire dans CITIC Pacific Limited dont elle revend sa participation en 2015.
Bien qu'elle ait été établie à l'origine comme une entreprise de services publics d'électricité, la société est devenue un conglomérat avec des intérêts dans l'industrie de la finance.
Dans le cadre de la réorganisation de l'entreprise à fin 2019, Paul Desmarais, jr et André Desmarais ont pris leur retraite en tant que co-chefs de la direction de Power Corporation après 24 ans dans ces rôles et continuent d'occuper respectivement les postes de président et de président délégué du conseil d'administration de Power Corporation. R. Jeffrey Orr, président et chef de la direction de la Financière Power, devient président et chef de la direction de Power Corporation, à compter du 13 février 2020.

## Principaux actionnaires
Au 20 mars 2020.
| Desmarais (trust famille)              | 7,70% |
| Paul Desmarais                         | 4,79% |
| First Eagle Investment Management      | 3,20% |
| André Desmarais                        | 2,46% |
| Caisse de dépôt et placement du Québec | 1,93% |
| RBC Global Asset Management            | 1,76% |
| The Vanguard Group                     | 1,55% |
| CI Investments                         | 1,08% |
| Capital Research & Management -go-     | 1,03% |

## Gouvernance d'entreprise
Les membres du conseil d'administration de la société sont:
- Pierre Beaudoin - Président exécutif du conseil de Bombardier Inc.
- Marcel R. Coutu - Administrateur de sociétés
- André Desmarais - Président délégué du conseil
- Paul Desmarais, jr - Président du conseil
- Gary A. Doer - Ex-ambassadeur du Canada aux États-Unis
- Anthony R. Graham - Vice-président du conseil et l’un des administrateurs de Wittington Investments, Limited
- J. David A. Jackson - Avocat-conseil principal au cabinet d’avocats canadien Blake, Cassels & Graydon
- Paula B. Madoff – Administratrice de sociétés
- Isabelle Marcoux - Présidente du conseil de Transcontinental inc.
- Christian Noyer – Ex-gouverneur de la Banque de France
- R. Jeffrey Orr - Président et chef de la direction de la Financière Power
- T. Timothy Ryan, jr. - Administrateur de sociétés
- Siim A. Vanaselja – Administrateur de sociétés

## Partenariat Frère-Bourgeois
Pargesa Holding SA est contrôlée par Parjointco NV. Parjointco NV est détenue indirectement par Power Corporation et le groupe Frère, de Belgique. Par l’entremise de Groupe Bruxelles Lambert, Pargesa détient des participations dans Imerys (produits minéraux de spécialités industriels), Adidas (vêtements de sport), SGS (contrôle, vérification et certification), Pernod Ricard (vins et spiritueux), LafargeHolcim (ciment, granulats et béton), Umicore (technologie des matériaux et recyclage des métaux précieux), Total (pétrole, gaz et énergies de remplacement), GEA (fournisseur d'équipement et de services de gestion de projet pour un vaste éventail d'industries de transformation, principalement dans les secteurs des aliments et des boissons), Ontex (produits d'hygiène jetables), Webhelp (expérience client et services d’impartition de processus d’affaires) et Parques (exploitation de parcs de loisirs régionaux). Pargesa détient des intérêts (0,6 %) dans la compagnie pétrolière Total SA. 

## Politique
L'entreprise a été critiquée pour ses liens avec la politique canadienne, et spécifiquement pour son engagement envers la défense du fédéralisme au Québec. Paul Desmarais fils fut l'un des trente membres de la North American Competitiveness Council. Il a qualifié de « ridicule » l'idée que la Power Corporation puisse influencer davantage les gouvernements que d'autres acteurs de la société. Paul Desmarais père a reçu la plus haute décoration de la République française, celle de Grand'croix de la Légion d'honneur, en guise de reconnaissance pour avoir « bâti une stratégie » pour l'accession au pouvoir de l'ex-président de la république française, Nicolas Sarkozy. En outre, on lui a reproché d'utiliser ses médias tels que La Presse (maintenant transformée en organisme sans but lucratif) pour répandre ses opinions politiques, particulièrement depuis une fuite WikiLeaks mettant en cause l'indépendance de Jean Charest à l'égard du gouvernement Harper et du conglomérat,.
L'entreprise a longtemps été un proche allié du Parti libéral du Canada, bien que les membres anciens ou actuels d'autres partis politiques canadiens aient aussi travaillé pour Power Corp. Ci-dessous, un bref résumé des connexions entre Power Corp et le pouvoir politique au Canada :
- L'ancien premier ministre du Canada, Paul Martin, a été embauché dans les années 1960 pour travailler pour Paul Desmarais (père) par Maurice Strong. Martin est devenu président de Canada Steamship Lines (CSL), une filiale de Power Corp, et en 1981, Desmarais a vendu la société à Martin et à un partenaire. Martin a ensuite fait sa fortune personnelle en tant que propriétaire de CSL.

- L'ancien premier ministre du Canada Jean Chrétien a siégé au conseil d'administration de la filiale de Power Corp Consolidated Bathurst à la fin des années 1980 avant de devenir le chef du Parti libéral du Canada. La fille de Chrétien, France, est mariée au fils de Paul Desmarais, Sr., André. Le chef de cabinet de Jean Chrétien, Eddie Goldenberg a aussi travaillé dans le passé pour Power Corp

- L'ancien premier ministre du Canada, Pierre Trudeau, a servi dans le milieu des années 1990 au conseil consultatif international de Power Corp. Son assistant Ted Johnson a également travaillé pour Power Corp.

Au cours de l'administration, Michael Pitfield a occupé divers postes au gouvernement, mais dans le secteur privé, il était en même temps vice-président de Power Corp et en a été un Directeur émérite jusqu'à son décès en octobre 2017.
- L'ancien premier ministre du Canada Brian Mulroney a aussi une relation avec Power Corporation. Son ami Ian MacDonald décrit Desmarais comme « le mentor de Mulroney dans le monde des affaires », et on pense que M. Mulroney a fait du travail juridique pour Power Corp depuis la fin de son mandat de premier ministre. En outre, l'ancien ministre des Transports Don Mazankowski fut membre du conseil administration de Power Corp.

- Les anciens premiers ministres de l'Ontario William Davis et John Robarts du Parti progressiste-conservateur ont tous deux soutenu Power Corp au conseil consultatif national. John Rae, le frère de l'ancien premier ministre néo-démocrate Bob Rae, a été vice-président exécutif de Power Corporation.

- L'ancien premier ministre du Québec Daniel Johnson, Jr. a travaillé pour Power Corp de 1973 à 1981 et au cours des trois dernières années de ce terme, il a été vice-président de la société.

- L’ancien candidat du Parti libéral du Canada Maurice Strong est devenu président de Power Corp. Il avait un rôle dans la création de l'Agence canadienne de développement international et en 1976, il a été nommé à la tête de Petro-Canada. Il a ensuite travaillé pour les Nations unies.

- Le Conseil consultatif international de Power Corp a aussi été en lien avec des personnes comme l'ancien chancelier allemand Helmut Schmidt, l’ancien ministre du pétrole d'Arabie saoudite Cheikh Ahmed Zaki Yamani, l’ancien chef de la Réserve fédérale américaine, Paul Volcker, et comme nous l'avons déjà mentionné, l'ancien premier ministre du Canada Pierre Trudeau.

- L'ancien président de la Caisse de dépôt et placement du Québec et chef de la direction Henri-Paul Rousseau fut vice-président de la société jusqu’à son départ en janvier 2018 et a aussi agi à titre de membre du conseil d'administration de Power Corporation.